# Mihai Zafiu
Mihai Zafiu (9 de junio de 1949) es un deportista rumano que compitió en piragüismo en la modalidad de aguas tranquilas.
Participó en tres Juegos Olímpicos de Verano entre los años 1972 y 1980, obteniendo dos medallas, plata en Múnich 1972 y plata en Moscú 1980. Ganó siete medallas en el Campeonato Mundial de Piragüismo entre los años 1970 y 1978, y una medalla en el Campeonato Europeo de Piragüismo de 1969.

## Palmarés internacional
| Juegos Olímpicos   | Juegos Olímpicos          | Juegos Olímpicos  | Juegos Olímpicos |
| Año                | Lugar                     | Medalla           | Competición      |
| ------------------ | ------------------------- | ----------------- | ---------------- |
| 1972               | Múnich (RFA)              | Medalla de plata  | K4 1000 m        |
| 1980               | Moscú (URSS)              | Medalla de plata  | K4 1000 m        |
| Campeonato Mundial |                           |                   |                  |
| Año                | Lugar                     | Medalla           | Competición      |
| 1970               | Copenhague (Dinamarca)    | Medalla de plata  | K1 4 × 500 m     |
| 1971               | Belgrado (Yugoslavia)     | Medalla de plata  | K1 4 × 500 m     |
| 1973               | Tampere (Finlandia)       | Medalla de bronce | K1 4 × 500 m     |
| 1974               | Ciudad de México (México) | Medalla de oro    | K1 4 × 500 m     |
| 1975               | Belgrado (Yugoslavia)     | Medalla de plata  | K1 4 × 500 m     |
| 1977               | Sofía (Bulgaria)          | Medalla de plata  | K4 500 m         |
| 1978               | Belgrado (Yugoslavia)     | Medalla de plata  | K4 1000 m        |
| Campeonato Europeo |                           |                   |                  |
| Año                | Lugar                     | Medalla           | Competición      |
| 1969               | Moscú (URSS)              | Medalla de plata  | K1 4 × 500 m     |